# Karel Balík
Karel Balík (25. října 1903 Plzeň – 5. března 1946 Praha) byl český válečný letec, příslušník RAF. V roce 1942 se stal jedním z prvních dvou Čechoslováků, kteří přeletěli Atlantik.

## Život
Na obecnou školu a měšťanku chodil v Plzni, pak se vyučil strojním zámečníkem. Byl spoluzakladatelem Západočeského aviatického klubu Plzeň, kde se svým bratrem Jaroslavem získal letecký diplom.
Dvanáct let pak pracoval jako dopravní pilot, byl kapitánem Československé letecké společnosti. Jako první nalétal milion kilometrů, z čeho pramenila jeho přezdívka Milionář.
Na začátku 2. světové války z obav z nacistů odešel do Polska. Byl však zajat a odvezen do gulagu. V Moskvě byl pak nucen zakreslovat do map letecké trasy a polohy evropských letišť. Byl propuštěn díky přispění Heliodora Píky a Ludvíka Svobody. V roce 1940 byl přijat k RAF. O rok později byl převelen k zvláštnímu útvaru Royal Air Force RAF Ferry Command, který zajišťoval přelety letounů z USA do Británie.
Dne 5. dubna 1942 se stal jedním z prvních dvou Čechoslováků, kteří přeletěli Atlantský oceán. Trasu delší než pět tisíc kilometrů absolvovali na trase z Kanady do Skotska na dvoumotorovém hydroplánu Catalina.
Po válce nastoupil k ČSA, brzy však plánoval změnu zaměstnání, neboť mu přijetí nabídla holandská společnost KLM. Při svém posledním letu ČSA, kterým bylo otevření linky na trase z Prahy do Paříže, před přistáním v Praze havaroval a na následky zranění zemřel.
Za špatného počasí se tehdy třikrát neúspěšně pokusil přistát, při čtvrtém pokusu se letadlo dostalo příliš nízko a narazilo na silnici z Prahy do Slaného. Začalo hořet a požár se dlouho nedařilo uhasit, paradoxně přitom letadlo skončilo ve vypuštěné retenční nádrži. Z 15 lidí na palubě přežili tři cestující a druhý pilot Jan Šerhant. Balík ještě pomáhal při vyprošťování, sám pak ale zemřel ve vojenské nemocnici v Praze.
Spisovatel (a Balíkův zeť) Jiří Stránský byl na základě informací od Balíkových známých a kolegů z RAF, se kterými se setkal v 50. letech ve vězení, přesvědčen, že šlo o čin sovětských agentů. Mj. podle něj vydali pokyn ke zhasnutí světel na Ruzyni a vypnutí radiového zaměřovače navigační věže.

### Rodina
Se svou manželkou měl syna Karla a dceru Jitku, která se stala manželkou spisovatele Jiřího Stránského.

## Ve filmu a literatuře
- Jiří Stránský: Balada o pilotovi, nakl. Hejkal, 2013, ISBN 978-80-86026-52-7
- Balada o pilotovi, TV film, 2018

## Vyznamenání
- Letecký kříž
- Československý válečný kříž
- Československá medaile Za chrabrost před nepřítelem
- Československá vojenská medaile za zásluhy I. stupně
- Krzyź Waleczny
- The 1939–1945 Star
- Air Crew Europe Star with Atlantic Clasp, s Atlantickou sponou
- Atlantic Star
- Britská medaile Za obranu
- Britská válečná medaile, bronzová
- Pamětní medaile československé armády v zahraničí